# Serie A2 2003-2004 (calcio femminile)
La Serie A2 2003-2004 è stata la seconda edizione della Serie A2, la seconda serie del campionato italiano femminile di calcio. L'Atletico Oristano e il Vigor Senigallia hanno vinto i rispettivi gironi e sono stati promossi in Serie A.

## Stagione

### Novità
Con l'ampliamento della Serie A2 da 12 a 24 squadre, nell'edizione 2002-2003 non ci sono state retrocessioni e dalla Serie B 2002-2003 sono state promosse dodici squadre: Orobica (che successivamente ha cambiato denominazione in P.C.A. Atalanta Femminile), Segratese, Matuziana Sanremo, Trento, Vicenza, Rivignano, Perugia Grifo, Firenze, Cervia, Termoli, Autoscuola Puccio Palermo ed Atletico Corigliano. In seguito alle rinunce dello Sporting Casalnuovo e del Termoli, sono state ammesse in Serie A2 Alessandria e Fortitudo Mozzecane. Dalla Serie A2 2002-2003 sono state promosse in Serie A Vallassinese e Reggiana, mentre dalla Serie A 2002-2003 sono state retrocesse Valdarno e Ludos Palermo.

### Formula
Le 24 squadre partecipanti sono state divise in due gironi da 12 squadre ciascuno. Nei due gironi le squadre si affrontano in un girone all'italiana con partite di andata e ritorno per un totale di 22 giornate. La prima classificata di ciascun girone è promossa in Serie A. Le ultime due di ognuno dei due gironi, più una quinta retrocessione risultante da un ulteriore spareggio tra le terzultime, sono retrocesse in Serie B.

## Girone A

### Squadre partecipanti
| Club                         | Città                 | Stagione 2002-2003    |
| ---------------------------- | --------------------- | --------------------- |
| A.C.F. Alessandria           | Alessandria           | 9º posto in Serie B/A |
| P.C.A. Atalanta Femminile    | Almenno San Salvatore | 1º posto in Serie B/A |
| Atletico Oristano C.F.       | Oristano              | 9º posto in Serie A2  |
| A.C.F. Firenze               | Firenze               | 2º posto in Serie B/C |
| Pol. Fortitudo Mozzecane     | Mozzecane             | 7º posto in Serie B/B |
| C.F.R. Mantova               | Rivalta sul Mincio    | 8º posto in Serie A2  |
| Pol. Matuziana Sanremo       | Sanremo               | 3º posto in Serie B/A |
| S.S. Olbia C.F.              | Olbia                 | 11º posto in Serie A2 |
| S.C. Perugia Grifo Femminile | Perugia               | 1º posto in Serie B/C |
| F.C. Segratese               | Segrate               | 2º posto in Serie B/A |
| F.C.F. Tradate Abbiate       | Tradate               | 5º posto in Serie A2  |
| A.S. Valdarno C.F.           | Castelfranco di Sotto | 13º posto in Serie A  |

### Classifica finale
|  | Pos. | Squadra             | Pt | G  | V  | N | P  | GF | GS | DR  |
|  | ---- | ------------------- | -- | -- | -- | - | -- | -- | -- | --- |
|  | 1.   | Atletico Oristano   | 56 | 22 | 18 | 2 | 2  | 79 | 18 | +61 |
|  | 2.   | Tradate Abbiate     | 45 | 22 | 13 | 6 | 3  | 42 | 12 | +30 |
|  | 3.   | Olbia               | 42 | 22 | 12 | 6 | 4  | 58 | 21 | +37 |
|  | 4.   | Atalanta            | 41 | 22 | 13 | 2 | 7  | 55 | 32 | +23 |
|  | 5.   | Perugia Grifo       | 38 | 22 | 11 | 5 | 6  | 47 | 33 | +14 |
|  | 6.   | Firenze             | 37 | 22 | 10 | 7 | 5  | 46 | 28 | +18 |
|  | 7.   | Matuziana Sanremo   | 30 | 22 | 8  | 6 | 8  | 33 | 25 | +8  |
|  | 8.   | Mantova             | 26 | 22 | 7  | 6 | 9  | 30 | 40 | -10 |
|  | 9.   | Alessandria         | 20 | 22 | 5  | 5 | 12 | 19 | 36 | -17 |
|  | 10.  | Segratese           | 17 | 22 | 5  | 3 | 14 | 19 | 55 | -36 |
|  | 11.  | Fortitudo Mozzecane | 12 | 22 | 3  | 3 | 16 | 20 | 67 | -47 |
|  | 12.  | Valdarno            | 4  | 22 | 1  | 1 | 20 | 5  | 86 | -81 |

Legenda:
      Promosse in Serie A 2004-2005
 Ammessa allo spareggio retrocessione
      Retrocesse in Serie B 2004-2005
Note:
Tre punti a vittoria, uno a pareggio, zero a sconfitta.

## Girone B

### Squadre partecipanti
| Club                           | Città              | Stagione 2002-2003    |
| ------------------------------ | ------------------ | --------------------- |
| Pol. Autoscuola Puccio Palermo | Palermo            | 2º posto in Serie B/D |
| A.S.D. Cervia                  | Cervia             | 3º posto in Serie B/C |
| A.C.F. Gravina                 | Catania            | 3º posto in Serie A2  |
| Pol. Ludos                     | Palermo            | 14º posto in Serie A  |
| Pol. Olimpica Corigliano       | Corigliano Calabro | 3º posto in Serie B/D |
| Packcenter A.C.F. Imolese      | Imola              | 7º posto in Serie A2  |
| A.C.F. Palermo                 | Palermo            | 12º posto in Serie A2 |
| A.S.D. Tenelo Club Rivignano   | Rivignano          | 3º posto in Serie B/B |
| A.C.F. Trento                  | Trento             | 1º posto in Serie B/B |
| A.C.F. VeneziaJesolo           | Jesolo             | 6º posto in Serie A2  |
| Vicenza C.F.                   | Vicenza            | 2º posto in Serie B/B |
| U.S. Vigor Senigallia C.F.     | Senigallia         | 4º posto in Serie A2  |

### Classifica finale
|  | Pos. | Squadra                   | Pt | G  | V  | N | P  | GF | GS | DR  |
|  | ---- | ------------------------- | -- | -- | -- | - | -- | -- | -- | --- |
|  | 1.   | Vigor Senigallia          | 53 | 22 | 16 | 5 | 1  | 38 | 18 | +20 |
|  | 2.   | Trento                    | 36 | 22 | 10 | 6 | 6  | 44 | 32 | +12 |
|  | 3.   | Packcenter Imolese        | 36 | 22 | 10 | 6 | 6  | 34 | 28 | +6  |
|  | 4.   | Ludos Palermo             | 35 | 22 | 10 | 5 | 7  | 37 | 24 | +13 |
|  | 5.   | VeneziaJesolo             | 34 | 22 | 9  | 7 | 6  | 36 | 23 | +13 |
|  | 6.   | Gravina                   | 29 | 22 | 9  | 2 | 11 | 37 | 37 | 0   |
|  | 7.   | Palermo                   | 29 | 22 | 8  | 5 | 9  | 25 | 27 | -2  |
|  | 8.   | Cervia                    | 29 | 22 | 7  | 8 | 7  | 22 | 27 | -5  |
|  | 9.   | Tenelo Club Rivignano     | 28 | 22 | 7  | 7 | 8  | 24 | 26 | -2  |
|  | 10.  | Vicenza                   | 24 | 22 | 7  | 3 | 12 | 26 | 31 | -5  |
|  | 11.  | Olimpica Corigliano       | 17 | 22 | 5  | 2 | 15 | 24 | 54 | -30 |
|  | 12.  | Autoscuola Puccio Palermo | 16 | 22 | 4  | 4 | 14 | 14 | 34 | -20 |

Legenda:
      Promosse in Serie A 2004-2005
 Ammessa allo spareggio retrocessione
      Retrocesse in Serie B 2004-2005
Note:
Tre punti a vittoria, uno a pareggio, zero a sconfitta.

## Spareggio retrocessione
|         | Risultati |           | Luogo e data      |
| ------- | --------- | --------- | ----------------- |
| Vicenza | 5 - 2     | Segratese | ?, 25 maggio 2004 |
|         |           |           |                   |